# 申沃尔考
申沃尔考（德語：Schönwölkau）是德国萨克森州的市镇，隶属于北萨克森县。总面积为49.41平方千米，截至2023年12月31日总人口为2,733人。